# Peter, Paul and Mary

Peter, Paul and Mary 1963

Peter, Paul and Mary — американське фолктріо, утворене в Нью-Йорку в 1961 році в складі: Пітер Ярроу, Пол Стукі та Мері Треверс. Тріо стало (згідно Allmusic) найпопулярнішою фолкгрупою 1960-х років і мало значний вплив на розвиток жанру. Загалом, Peter, Paul and Mary й надалі не здавали позицій, залишившись в історії сучасної музики одним з найбільш довговічних і послідовних у своїй творчості колективів. Характерним фактором, який зумовив відмінність тріо від основних конкурентів, зокрема, The Kingston Trio і The Brothers Four, став багаторічний зв'язок з одним і тим самим великим лейблом, Warner Bros. Records.
«… Що й не дивно: коріння їх йде на таку глибину, про яку мало хто міг би мріяти, в той час як звертаються вони до таких верств аудиторії, до яких мало хто здатний дотягнутися.»— Allmusic
.
Дванадцять альбомів Peter, Paul and Mary входили до Billboard 200, а два перші (в 1962 і 1963 роках) підіймалися до 1 місця в списках. З 19 потраплянь у першу сотню американського хіт-параду синґлів найвищим виявився «Leaving on a Jet Plane» (# 1, 1969). У 1962—1969 роках група отримала п'ять премій Grammy.

## Передісторія
Peter, Paul and Mary формально вважаються частиною фолк-відродження 1960-х років, але джерела їх творчості йдуть углиб 1940-х років, коли виникли The Weavers — перший популярний в Америці фолкгурт. The Weavers розпалися в кінці 1952 року, пізнавши поряд з фантастичним комерційним успіхом і повну обструкцію, але залишили глибокий слід у популярній американській культурі. З одного боку, в маленьких клубах і студентських містечках виник масовий рух folk revival, який став  свого роду народною формою популярної культури. З іншого — почала формуватися якісно інша, політично орієнтована фолк-сцена. Остання існувала як андеґраундне явище, пробиваючись назовні лише в окремих острівцях, таких, як Ґрінвіч-Віледж у Нью-Йорку.
Лідерами «розважального» крила фолк-сцени стали спочатку Easy Riders, потім їх послідовники: The Kingston Trio, The Limeliters, The Brothers Four і The Highwaymen, чоловічі тріо і квартети, котрі творили гладкий, майже глянсовий фолк. Але повернулися і ветерани: Піт Сіґер і возз'єдналися Weavers, Ед Маккерді, Оскар Бранд. З'явився феномен фолк-біґбенду: лідери жанру, New Christy Minstrels і Serendipity Singers виконували фолк в ускладнених аранжуваннях і оркестровому форматі. На цьому тлі й виникли в 1961 році зібрані менеджером Альбертом Ґроссманом Peter, Paul and Mary. Про вплив The Weavers, з одного боку, говорила сама Мері Треверс. З іншого — в документальному фільмі Peter, Paul & Mary: Carry It On — A Musical Legacy учасники The Weavers відзначали, що саме Peter, Paul and Mary «підхопили факел» протестного фолку в 1960-х роках.

## Історія групи
Менеджер Альберт Ґроссман створив колектив Peter, Paul and Mary в 1961 році після того, як провів прослуховування великої кількості фолк-виконавців нью-йоркської фолк-сцени. До складу тріо ввійшли Мері Треверс, Пітер Ярроу і Пол Стукі, музиканти, які вже мали солідний виконавчий досвід. Треверс, донька політично активних журналістів, які цікавилися музикою, записувалась з 1954 року, бувши ще школяркою, в студіях Folkways Records, де підспівувала Піту Сіґеру.
Ноель Пол Стукі (англ. Noel Paul Stookey), джаз-фен, який захоплювався музикою, яка в результаті стала називатися ритм-енд-блюзом. Свій перший ансамбль The Birds of Paradise зібрав, бувши школярем, на початку 1950-х років. Крім цього він відкрив в собі комедійний талант, а також здатність створювати оригінальні вокальні звукові ефекти. Стукі й Треверс товаришували, хоч і працювали в різних сферах: він — у клубах, вона — в магазині Елен Старкман (згодом відомий в Нью-Йорку дизайнер) на Блікер-стріт. 
Третім учасником колективу став випускник Корнельського університету Пітер Ярроу (англ. Peter Yarrow), який наприкінці 1950-х років, працюючи над телевізійними програмами про народну музичну культуру, познайомився з Ґроссманом. Він запропонував йому створити тріо, яке, виконуючи серйозний фолк, поєднало б у собі основні принципи The Weavers з гумором The Limeliters і загальній життєрадісності The Kingston Trio. Спочатку  до проєкту приєдналася Треверс, а згодом і Стукі. До співпраці був запрошений аранжувальник Мілт Окунь (англ. Milt Okun), відомий працями з Гаррі Белафонте та The Chad Mitchell Trio, і вже через сім місяців після створення колективу отримав велику популярність в клубах Гринвіч-Вілледжа.

### Перший успіх
Тріо підписало контракт з Warner Bros., і в березні 1962 році випустило іменний дебютний альбом, синґл з якого, «Lemon Tree», піднявся тією ж весною до #35 в чартах. Але справжній успіх приніс групі другий синґл «If I Had a Hammer»; пісня, написана Сіґером і Гейз за часів The Weavers, виявилася співзвучною духу часу: в 1962 році рух за громадянські права набирав силу і виявився в центрі уваги широкої публіки. Синґл, що піднявся до # 10, заробив для групи перші дві премії «Ґреммі» («Best Performance by a Vocal Group» і «Best Folk Recording»), а альбом вийшов на вершину хіт-параду. Так протягом перших шести місяців своєї кар'єри Peter, Paul and Mary, завдяки багато в чому вже зміненому в більш сприятливу сторону політичному кліматі, зуміли зробити те, чого не вдалося The Weavers: вивести протестний фолк у фокус суспільної уваги. При цьому група (в основному — зусиллями гумориста-Стукі) створила собі не надто серйозний, жартівливий імідж, нерідко на сцені пародіюючи себе ж, дещо в дусі Вуді Аллена (в ті роки — також сценічного гумориста). Серйозною їх перевагою перед конкурентами була і присутність у складі Мері Треверс: не тільки прекрасної вокалістки, але і вельми привабливої виконавиці.
Другий альбом групи Moving вийшов в січні 1963 року і продавався спочатку не дуже активно. B кінцевім результаті він дістався до другої позиції й провів в списках 99 тижнів, багато в чому завдяки успіху синґлу «Puff (The Magic Dragon)», заголовну пісню якого Пітер Ярроу написав ще студентом. Синґл піднявся в США до #2 і став однією з найулюбленіших дитячих пісень усіх часів. Безпосереднім наслідком успіху стала поява поруч з групою Боба Ділана, який сольного успіху зі своїми першими релізами на Columbia Records не мав: занадто гострими були його тексти та занадто блюзовою, за фолк-стандартами того часу — манера виконання. Тріо, яке публікою приймалося в будь-якому випадку добре, включило у свій репертуар «Blowin' in the Wind» і — принесли пісні такий успіх, якого її молодий автор ніколи не зміг би домогтися самостійно.

## Дискографія

### Альбоми
- 1962: Peter, Paul and Mary
- 1963: Moving
- 1963: In the Wind
- 1965: A Song Will Rise
- 1965: See What Tomorrow Brings
- 1966: The Peter, Paul and Mary Album
- 1967: Album 1700
- 1968: Late Again
- 1969: Peter, Paul and Mommy
- 1978: Reunion
- 1986: No Easy Walk To Freedom
- 1990: Flowers & Stones
- 1993: Peter, Paul and Mommy, Too
- 1995: Once Upon The Time
- 1995: LifeLines
- 1996: LifeLines Live
- 2000: Don't Laugh at Me
- 2004: In These Times
- 2008: The Solo Recordings (1971—1972)
- 2010: The Prague Sessions

### Збірники
- 1970: The Best of Peter, Paul and Mary: Ten Years Together
- 1998: Around the Campfire
- 1998: The Collection
- 1999: Songs of Conscience and Concern
- 2004: Carry It On [4-CD, 1-DVD boxed set]
- 2005: The Very Best of Peter, Paul & Mary
- 2005: Platinum Collection
- 2006: Weave Me the Sunshine

### Концертні альбоми
- 1964: In Concert
- 1983: Such Is Love
- 1988: A Holiday Celebration
- 1993: Peter, Paul and Mommy, Too